# Waterfox
Waterfox（ウォーターフォックス）は、Mozilla Firefoxをベースとした64ビット版Windows、macOS、Linux用のオープンソースブラウザ。Clangを用い、ストリーミングSIMD拡張命令 3およびAdvanced Vector Extensionsを利用するようにコンパイルされている。Firefoxのアドオン、64bit NPAPIプラグインと高い互換性がある。

## 沿革
- 2011年3月27日[4] - 英国の16歳の学生Alex KontosがMozillaのオープンソースプラットフォームをベースに64ビットWindows環境に最適化したブラウザを公開。
- 2012年8月29日 - Windowsポータブル版公開（バージョン15.0）[5]。
- 2014年7月8日 - 言語パック導入（バージョン30.0）
- 2014年11月10日 - Mac OS X版公開（バージョン33.0.2）。
- 2016年11月20日 - Linux版公開（バージョン50.0）。
- 2017年11月30日 - バージョン56リリース以降、Firefox ESRベースのメンテナンスへ移行。
- 2019年5月8日 - 次期メジャーリリースのテスト版”Waterfox Alpha”（バージョン68.0a1）公開。
- 2019年10月15日 - ”Waterfox Classic”と”Waterfox Current”の2ブランチでのリリース開始。
- 2019年12月 - カリフォルニア州ベニスで設立された広告企業System1に買収された（公表は2020年2月[6]）。

## 特徴

### 高速ブラウジング
WaterfoxはGeckoエンジン系のFirefox派生ブラウザの中で、公開当時より64ビット版OSに特化した開発を行い、「最速の64ビットブラウザ」と称していた。Waterfoxが誕生したのはWindows 7がリリースされてから数年後、まだ32ビットプログラムが主流の頃で、64ビットまでサポートするものは少なく、開発者のAlex Kontosはハードウェアを活用しきれていないと感じていた。彼は既存のブラウザが「スポーツカーを2速ギアのまま運転している」ように遅すぎると感じ、1か月間でWaterfoxのコードを書き、Overclock.netのフォーラムで公開した。すると1年後には、10万を超えるダウンロードを記録した。
TechRepublicが2012年にPeacekeeper browser benchmark testsを用いて行ったベンチマークではFirefoxの方が良い結果を示したが、2014年にSoftpediaが行ったテストではWaterfoxの方が若干上回った。

### ユーザー主義
2015年にFirefox64ビット版が公開されてからは、速さをアピールするよりも、プライバシー保護やカスタマイズ性といったユーザビリティで本家との差別化を図っている。
- ブックマーキングサービスのPocketや、新規タブのスポンサータイルの削除。
- ブラウザ内でのトラッキング、テレメトリ情報の収集などの機能を削除。アップデート関連（バージョン・OS）以外の情報を収集しない。Cookie拒否をオプション選択可能。
- JavaやSilverlightを含めた64ビットNPAPIプラグインや、署名のない拡張機能をサポート。

Firefoxでは2017年11月リリースのバージョン57（Quantum）以降、WebExtensionsに対応しない旧型拡張機能（レガシーアドオン）を廃止したが、Waterfoxはレガシーアドオンへの対応を継続している。Waterfox 56以降は本家のバージョンアップに追随せず、Firefox ESR 52（法人向け延長サポート版）をもとにセキュリティ更新などを維持しながら、新しいブラウザの開発を行う方針である。この結果、カスタマイズ環境の維持を望むFirefoxユーザーには、WaterfoxやPale Moonが代替ブラウザの候補になった。なお、Firefox公式サイトで配布が終了したレガシーアドオンは、私設アーカイブサイト”Classic Add-ons Archive”から入手可能である。

### 展望
2019年5月、Firefox 68 Nightlyベースに開発された次世代Waterfoxのアルファ版であるバージョン68.0a1をリリース。Mozilla Thunderbirdのチームが開発したコードを使用することで、クラシックな拡張機能をある程度サポートするとされた。
2019年10月、バージョン2019.10より番号表記を年・月方式に改めると同時に、今後は以下の2つのブランチでリリースすることを発表した。
- Waterfox Classic（ウォーターフォックス・クラシック）

レガシーブランチ。WebExtensionsに対応しないNPAPIプラグインやBootstrap拡張機能をサポートし、セキュリティ更新やバグの修正を続ける。このブランチをやめる予定はない。
- Waterfox Current（ウォーターフォックス・カレント）

最新のウェブと完全にカスタマイズ性のあるブラウザへアップデートすることを目指す。すべてのWebExtensionsと幾つかの拡張機能を利用できる。ポータブル版なし。
Waterfoxプロジェクトは開発者のAlex Kontosが寄付をもとに個人レベルで続けてきたが、System1の買収後は同社に加入し、専属の開発チームを組んで「ビッグブラウザを代替可能」なポジションを目指す。広告会社の影響を懸念する声に対し、Kontosは精査の上でマッチしたパートナーであり、Waterfoxの成長を助けてくれる分別のある人々だと述べている。System1は先に「世界で最もプライベートな検索エンジン」を謳うStartpageを傘下に収めている。

## システム要件
|                          | Windows                                                                 | macOS                                         | Linux                                                                   |
| ------------------------ | ----------------------------------------------------------------------- | --------------------------------------------- | ----------------------------------------------------------------------- |
| OS                       | 7以降                                                                   | OS X 10.9以降(Current) OS X 10.7以降(Classic) | GLib 2.28                                                               |
| CPU                      | AMD Athlon 64、Intel Pentium 4 またはSSE3をサポートする新しいプロセッサ | Intel x86 プロセッサ                          | AMD Athlon 64、Intel Pentium 4 またはSSE3をサポートする新しいプロセッサ |
| RAM                      | 512 MB以上                                                              | 512 MB以上                                    | 512 MB以上                                                              |
| ハードディスクの空き容量 | 200 MB以上                                                              | 200 MB以上                                    | 200 MB以上                                                              |